# Przywra chińska
Przywra chińska (Clonorchis sinensis) – gatunek przywry digenicznej (Digenea), pasożyt wewnętrzny wywołujący klonorchozę u człowieka oraz innych ssaków mięsożernych (np. kota, psa, świni). Jest endemitem Azji Południowo-Wschodniej, naturalnie występuje na Dalekim Wschodzie (Chiny, Tajwan, Korea, Japonia, Wietnam), ale odnotowuje się przypadki jej występowania na całym świecie, w efekcie zawleczenia (najczęściej z importowanymi rybami). Na świecie obecnie 10 lub nawet 20 milionów ludzi jest zakażonych tym pasożytem.

## Morfologia
Ma czerwonawe, szpatułkowate ciało, wydłużone z przodu i zaokrąglone z tyłu. Osiąga długość 10–25 mm i szerokość 3–5 mm. Przyssawka brzuszna zlokalizowana jest w odległości 1/3 długości ciała (licząc od przodu) i jest mniejsza od przyssawki gębowej. Obie przyssawki znajdują się blisko siebie. Po bokach ciała, w jego środkowej części, zlokalizowane są gruczoły żółtkowe. Przewód pokarmowy składa się z umięśnionej gardzieli, krótkiego przełyku oraz jelita rozgałęzionego na dwa ślepo zakończone ramiona, biegnące do końca ciała. Gatunkową cechą diagnostyczną są dwa duże, głęboko płatowate lub rozgałęzione jądra w tylnej części ciała i jeden mały, lekko płatowaty, owalny jajnik leżący w 1/3 długości ciała (licząc od tyłu). Między nim a przyssawką brzuszną znajdują się pętle macicy. Tuż przed przyssawką brzuszną znajduje się otwór płciowy, zaś na samym końcu ciała jest mały otworek, będący zakończeniem esowatego kanału wydalniczego.
Jaja mają długość 26–30 µm (czasem 35 µm) i szerokość 10–15 µm (czasem 19 µm). Otacza je cienka, jasnożółto-brązową otoczka z wieczkiem (operculum) na przednim biegunie i małym wyrostkiem na tylnym.

## Cykl życiowy

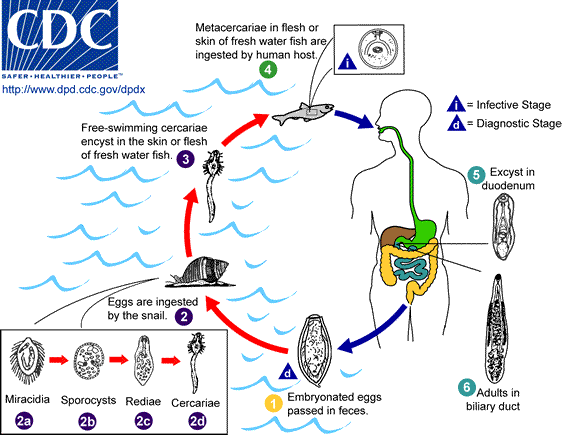
Cykl życiowy przywry chińskiej

Przywra chińska pasożytuje w przewodach żółciowych w wątrobie. Postać dorosła może wytwarzać w ciągu doby nawet 1000 jaj (każde z nich zawiera w sobie w pełni ukształtowane miracydium), które są wydalane do środowiska wraz z kałem, a następnie zjadane przez słodkowodne ślimaki z rodzajów: Parafossarulus, Bulimus, Semisulcospira, Alocinma i Melanoides, będących pierwszym żywicielem pośrednim. Najczęściej są to: Parafossarulus manchouricus i P. striatulus, Bulinus fuchsianus oraz Alocinma longicornis. W ich żołądkach wylęgają się miracidia, które aktywnie przechodzą do jamy ciała ślimaka, by tam przekształcić się w sporocysty, tworzące po miesiącu redie. Te zaś po 4–5 tygodniach przekształcają się w cerkarie, charakteryzujące się masywnym i długim ogonkiem.
W tym stadium opuszczają one ciało ślimaka. Pływając swobodnie reagują błyskawicznie na ruch wody wywołany przez przepływającą obok rybę (głównie z rodziny karpiowatych lub okoniowatych), będącą drugim żywicielem pośrednim i przyczepiają się do jej skóry. Następnie, dzięki wydzielinie gruczołów penetracyjnych, przedostają się do wnętrza jej ciała, po czym lokują się w mięśniach i w ciągu 6 tygodni rozwijają w encystowane metacerkarie. Jak dotąd odnotowano występowanie tego pasożyta u 34 gatunków ryb, zaliczanych do rodzin: karpiowatych, babkowatych, błędnikowatych, łososiowatych i okoniowatych.
Metacerkaria jest formą inwazyjną dla żywiciela ostatecznego (np. człowieka), który może się zarazić zjadając surowe, niedogotowane lub źle uwędzone ryby. Postacie dorosłe ekscystują z metacerkarii w dwunastnicy, skąd przewodem żółciowym wspólnym przemieszczają się do wątroby, gdzie osiągają dojrzałość płciową. Wskutek mechanicznego podrażnienia oraz działania produktów metabolizmu pasożyta dochodzi do stanu zapalnego nabłonka przewodów.